# Joodse begraafplaats (Alkmaar)
De Joodse begraafplaats van Alkmaar werd omstreeks 1740 gesticht en is gelegen in de Alkmaarderhout, aan de Westerweg.
Voor de stichting van de begraafplaats werden de Sefardische Joden, die zich vanuit Amsterdam in Alkmaar vestigden, in het nabijgelegen Groet, op de Joodse begraafplaats aldaar begraven. Dat was nog vóór de tijd dat Beth Haim in Ouderkerk aan de Amstel werd gesticht. De Sefardische Joden vertrokken weer uit Alkmaar en in de loop van de zeventiende eeuw vestigden de Asjkenazische Joden zich in Alkmaar. In 1808 kreeg deze gemeente een eigen synagoge aan de Hofstraat. Al voor de Tweede Wereldoorlog slonk de gemeente, maar ze kon na de Holocaust toch blijven bestaan.
De begraafplaats telt ongeveer 350 grafstenen en wordt door vrijwilligers onderhouden. De begraafplaats en het metaheerhuisje zijn rijksmonumenten. De synagoge is sinds 2011 in gebruik door de Liberaal Joodse Gemeente Alkmaar.De begraafplaats valt onder het beheer van het Nederlands Israëlitisch Kerkgenootschap.